# Rhopalomyia culmata
Rhopalomyia culmata är en tvåvingeart som beskrevs av Gagne 1983. Rhopalomyia culmata ingår i släktet Rhopalomyia och familjen gallmyggor.
Artens utbredningsområde är Idaho. Inga underarter finns listade i Catalogue of Life.